# Onthophagus fuelleborni
Onthophagus fuelleborni är en skalbaggsart som beskrevs av Hermann Julius Kolbe 1901. Onthophagus fuelleborni ingår i släktet Onthophagus och familjen bladhorningar. Inga underarter finns listade i Catalogue of Life.